# Steindorf (Wetzlar)
Steindorf ist ein Stadtteil der Stadt Wetzlar im mittelhessischen Lahn-Dill-Kreis. Er liegt südlich der Lahn westlich der Innenstadt und östlich von Albshausen, einem Stadtteil von Solms. Der Stadtteil ist eher ländlich geprägt. Im ehemaligen Schulgebäude Steindorfs ist ein Stadtteilbüro der Stadt Wetzlar und seit 1993 ein kleines Heimatmuseum untergebracht.

## Geschichte

### Ortsgeschichte
Am 11. Mai 886 wurde der Ort in der Wanendorfer Mark gelegen durch den Grafen Konrad der Ältere im Lorscher Codex urkundlich ersterwähnt. Jahrhundertelang war Steindorf nach Oberbiel eingepfarrt. Weltlich gehörte es zur Grafschaft Solms. Südöstlich lag auch die solmsische Domäne Magdalenenhausen.
Nachdem Steindorf im Jahr 1806 mit dem Amt Braunfels zum Herzogtum Nassau gekommen war, wurde es 1815 preußisch. Das Dorf war der Bürgermeisterei in Braunfels zugeordnet. Mit der Auflösung der Amtsbürgermeistereien im Landkreis Wetzlar wurde der Ort selbstständig.
Zum 1. Januar 1977 wurde die bis dahin eigenständige Gemeinde im Zuge der hessischen Gebietsreform kraft Landesgesetz ein Teil des Stadtbezirks Wetzlar der neugegründeten Stadt Lahn. Seit ihrer Auflösung infolge heftiger Proteste der Bevölkerung am 1. August 1979, gehört Steindorf zur Stadt Wetzlar. Für Steindorf wurde ein Ortsbezirk mit Ortsbeirat und Ortsvorsteher nach Maßgabe der §§ 81 und 82 HGO und des Kommunalwahlgesetzes in der jeweils gültigen Fassung gebildet.

### Verwaltungsgeschichte im Überblick
Die folgende Liste zeigt die Staaten und Verwaltungseinheiten, denen Steindorf angehört(e):
- 886/7: Lahngau, Wanendorfer Mark (in pago Logenehe in Wanendorpher marca)
- vor 1806: Heiliges Römisches Reich, Fürstentum Solms-Braunfels, Anteil der Grafschaft Solms, Amt Braunfels
- ab 1806: Herzogtum Nassau,[Anm. 2] Amt Braunfels[Anm. 3]
- ab 1816: Königreich Preußen,[Anm. 4] Provinz Großherzogtum Niederrhein, Regierungsbezirk Koblenz, Kreis Braunfels[9]
- ab 1822: Königreich Preußen, Rheinprovinz, Regierungsbezirk Koblenz, Kreis Wetzlar[Anm. 5]
- ab 1866: Norddeutscher Bund[Anm. 6], Königreich Preußen, Rheinprovinz, Regierungsbezirk Koblenz, Kreis Wetzlar
- ab 1871: Deutsches Reich, Königreich Preußen, Rheinprovinz, Regierungsbezirk Koblenz, Kreis Wetzlar
- ab 1918: Deutsches Reich (Weimarer Republik), Freistaat Preußen, Rheinprovinz, Regierungsbezirk Koblenz, Kreis Wetzlar
- ab 1932: Deutsches Reich, Freistaat Preußen, Provinz Hessen-Nassau, Regierungsbezirk Wiesbaden, Kreis Wetzlar
- ab 1944: Deutsches Reich, Freistaat Preußen, Provinz Nassau, Kreis Wetzlar
- ab 1945: Amerikanische Besatzungszone,[Anm. 7] Groß-Hessen, Regierungsbezirk Wiesbaden, Kreis Wetzlar
- ab 1949: Bundesrepublik Deutschland, Land Hessen, Regierungsbezirk Wiesbaden, Kreis Wetzlar
- ab 1968: Bundesrepublik Deutschland, Land Hessen, Regierungsbezirk Darmstadt, Kreis Wetzlar
- ab 1977: Bundesrepublik Deutschland, Land Hessen, Regierungsbezirk Darmstadt, Stadt Lahn[Anm. 8]
- ab 1979: Bundesrepublik Deutschland, Land Hessen, Regierungsbezirk Darmstadt, Lahn-Dill-Kreis, Stadt Wetzlar[Anm. 9]
- ab 1981: Bundesrepublik Deutschland, Land Hessen, Regierungsbezirk Gießen, Lahn-Dill-Kreis, Stadt Wetzlar

## Bevölkerung

### Einwohnerstruktur 2011
Nach den Erhebungen des Zensus 2011 lebten am Stichtag, dem 9. Mai 2011, in Steindorf 1659 Einwohner. Darunter waren 102 (6,1 %) Ausländer.
Nach dem Lebensalter waren 276 Einwohner unter 18 Jahren, 633 zwischen 18 und 49, 372 zwischen 50 und 64 und 374 Einwohner waren älter. Die Einwohner lebten in 705 Haushalten. Davon waren 195 Singlehaushalte, 219 Paare ohne Kinder und 219 Paare mit Kindern, sowie 60 Alleinerziehende und 12 Wohngemeinschaften. In 171 Haushalten lebten ausschließlich Senioren und in 435 Haushaltungen lebten keine Senioren.

### Einwohnerentwicklung
| Steindorf: Einwohnerzahlen von 1834 bis 2020 | Steindorf: Einwohnerzahlen von 1834 bis 2020 | Steindorf: Einwohnerzahlen von 1834 bis 2020 | Steindorf: Einwohnerzahlen von 1834 bis 2020 | Steindorf: Einwohnerzahlen von 1834 bis 2020 |
| --- | -------------------------------------------- | -------------------------------------------- | -------------------------------------------- | -------------------------------------------- |
| Jahr |                                              |                                              |                                              | Einwohner                                    |
| 1834 | 1834                                         |                                              | 312                                          | 312                                          |
| 1840 | 1840                                         |                                              | 338                                          | 338                                          |
| 1846 | 1846                                         |                                              | 390                                          | 390                                          |
| 1852 | 1852                                         |                                              | 405                                          | 405                                          |
| 1858 | 1858                                         |                                              | 411                                          | 411                                          |
| 1864 | 1864                                         |                                              | 446                                          | 446                                          |
| 1871 | 1871                                         |                                              | 445                                          | 445                                          |
| 1875 | 1875                                         |                                              | 468                                          | 468                                          |
| 1885 | 1885                                         |                                              | 443                                          | 443                                          |
| 1895 | 1895                                         |                                              | 509                                          | 509                                          |
| 1905 | 1905                                         |                                              | 563                                          | 563                                          |
| 1910 | 1910                                         |                                              | 604                                          | 604                                          |
| 1925 | 1925                                         |                                              | 805                                          | 805                                          |
| 1939 | 1939                                         |                                              | 800                                          | 800                                          |
| 1946 | 1946                                         |                                              | 1.005                                        | 1.005                                        |
| 1950 | 1950                                         |                                              | 1.094                                        | 1.094                                        |
| 1956 | 1956                                         |                                              | 1.199                                        | 1.199                                        |
| 1961 | 1961                                         |                                              | 1.349                                        | 1.349                                        |
| 1967 | 1967                                         |                                              | 1.423                                        | 1.423                                        |
| 1970 | 1970                                         |                                              | 1.594                                        | 1.594                                        |
| 1990 | 1990                                         |                                              | 1.669                                        | 1.669                                        |
| 1998 | 1998                                         |                                              | 1.731                                        | 1.731                                        |
| 2005 | 2005                                         |                                              | 1.734                                        | 1.734                                        |
| 2009 | 2009                                         |                                              | 1.693                                        | 1.693                                        |
| 2012 | 2012                                         |                                              | 1.708                                        | 1.708                                        |
| 2015 | 2015                                         |                                              | 1.711                                        | 1.711                                        |
| 2020 | 2020                                         |                                              | 1.683                                        | 1.683                                        |
| Datenquelle: Historisches Gemeindeverzeichnis für Hessen: Die Bevölkerung der Gemeinden 1834 bis 1967. Wiesbaden: Hessisches Statistisches Landesamt, 1968. Weitere Quellen: ; nach 1977: Einwohnerzahlen Stadt Wetzlar |                                              |                                              |                                              |                                              |

### Historische Religionszugehörigkeit
| Quelle: Historisches Ortslexikon | |
| • 1834:                          | 308 evangelische Einwohner, 4 Katholiken                                                                       |
| • 1961:                          | 1349 evangelische (= 80,43 %), 231 (= 17,12 %) katholische Einwohner                                           |
| • 2017:                          | 859 evangelische (= 49,8 %), 280 (= 16,2 %) katholische, 585 konfessionslose und sonstige (= 33,9 %) Einwohner |

### Staatsangehörigkeit
| Quelle: Stadt Wetzlar |                                                                        |
| • 2005:               | 1610 Deutsche, 116 Nichtdeutsche (6,7 %) davon 52 Frauen und 64 Männer |
| • 2012:               | 1580 Deutsche, 113 Nichtdeutsche (6,7 %) davon 52 Frauen und 61 Männer |
| • 2015:               | 1598 Deutsche, 113 Nichtdeutsche (6,6 %) davon 55 Frauen und 58 Männer |
| • 2017:               | 1589 Deutsche, 135 Nichtdeutsche (7,8 %) davon 67 Frauen und 68 Männer |

## Politik

### Ortsbeirat
Bei den Kommunalwahlen in Hessen 2016 gab es für den Ortsbeirat Steindorf die folgenden Ergebnisse. Zum Vergleich die Wahlergebnisse der vorhergehenden Wahlperioden.
| Parteien und Wählergemeinschaften | Parteien und Wählergemeinschaften           | % 2021 | Sitze 2021 | % 2016 | Sitze 2016 | % 2011 | Sitze 2011 | % 2006 | Sitze 2006 |
| --------------------------------- | ------------------------------------------- | ------ | ---------- | ------ | ---------- | ------ | ---------- | ------ | ---------- |
| SPD                               | Sozialdemokratische Partei Deutschlands     | 32,3   | 2          | 38,6   | 3          | 39,4   | 3          | 46,4   | 3          |
| CDU                               | Christlich Demokratische Union Deutschlands | 29,3   | 2          | 25,6   | 2          | 29,7   | 2          | 31,5   | 2          |
| FW                                | Freie Wähler                                | 38,3   | 3          | 35,9   | 2          | 25,6   | 2          | 14,1   | 1          |
| FDP                               | Freie Demokratische Partei                  | -      | 0          | -      | 0          | 7,8    | 0          | 8,1    | 1          |
| Gesamt                            | Gesamt                                      | 100,0  | 7          | 100,0  | 7          | 100,0  | 7          | 100,0  | 7          |
| Wahlbeteiligung in %              | Wahlbeteiligung in %                        | 53,51  | 53,51      | 51,2   | 51,2       | 51,3   | 51,3       |        |            |

### Ortsvorsteher
Ortsvorsteherin ist Dunja Boch (FW). Ihr Stellvertreter ist Olaf Körting (SPD).

## Bauwerke
Siehe Liste der Kulturdenkmäler in Steindorf.

## Wirtschaft und Infrastruktur

### Verkehr
Steindorf ist über die L3451 (welche unter dem Namen Braunfelser Straße geführt wird) aus Richtung Wetzlar zu erreichen, südlich von Steindorf weiter in Richtung Braunfels führt.
Steindorf wird stündlich durch die Stadtbuslinie 10 der Wetzlarer Verkehrsbetriebe sowie von der Überlandlinie 185 halbstündlich angefahren.

### Industrie und Handel
Im Ort selbst befinden sich wenige nennenswerte Unternehmen. Nennenswert sind das südliche Gewerbegebiet In der Murch sowie das größere Gewerbegebiet an der Gemarkungsgrenze zum Wetzlarer Stadtbezirk Westend. Dieses beherbergt unter anderem einen Lebensmitteldiscounter, ein Schnellrestaurant, ein Kleidergeschäft sowie einen Elektronikmarkt. Des Weiteren befindet sich eine Außenstelle des TÜV Hessen in diesem Gebiet.